# Stary Wątok
Stary Wątok – potok, stare koryto bądź ramię boczne Wątoku znajdujące się województwie małopolskim. Stary Wątok przepływa przez południowo-zachodnią część Tarnowa, ma zlewnię o powierzchni 2,94 km² i jest prawobrzeżnym dopływem Białej Tarnowskiej.

## Przebieg i charakterystyka

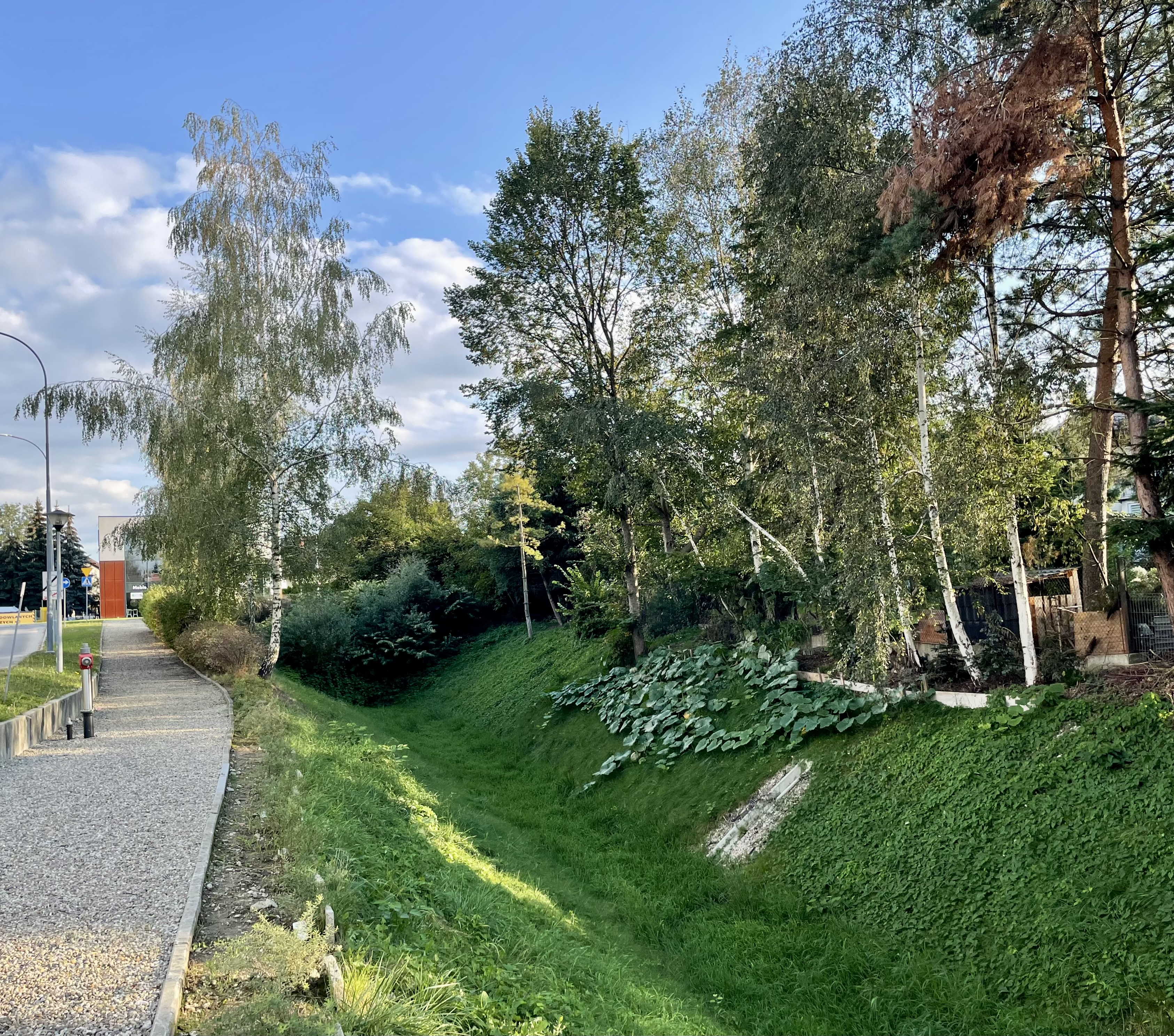
Koryto Starego Wątoku w pobliżu galerii Tarnovia w Tarnowie. Widok w kierunku południowym.

Stary Wątok jest klasyfikowany jako: potok, ramię boczne i stare koryto Wątoku. Powierzchnia jego zlewni wynosi 2,94 km².
Ciek bierze swój początek w okolicach ul. Grunwaldzkiej w Tarnowie i przebiega następnie w pobliżu ulic Braci Żmudów, Fabrycznej, Krakowskiej i Zakładowej, by ujść w rejonie ul. Świętej Katarzyny do Białej Tarnowskiej. Przepływa przez tereny zurbanizowane oraz przemysłowe, a jedyną miejscowością, w granicach której się znajduje, jest miasto Tarnów. Stary Wątok nie ma dopływów powierzchniowych; zasilają go wody opadowe i drenażowe z okolicznych obiektów usługowych i mieszkalnych oraz galerii Tarnovia, a także wody z przelewów burzowych systemu miejskiej kanalizacji.
Potok powstał w wyniku przekopania nowego koryta potoku Wątok podczas II wojny światowej. W wyniku działań budowlanych mających na celu zabezpieczenie terenów przemysłowych przed zalaniem, bieg Wątoku skrócono o ok. 1170 metrów, a odcięte stare i kręte koryto, nazwane Starym Wątokiem, stało się martwym ciekiem.
Na Starym Wątoku realizowano projekt dofinansowany funduszami europejskimi, w ramach którego wybudowano pompownię przewałową wód opadowych oraz zmodernizowano koryto cieku.